# 経緯台式架台

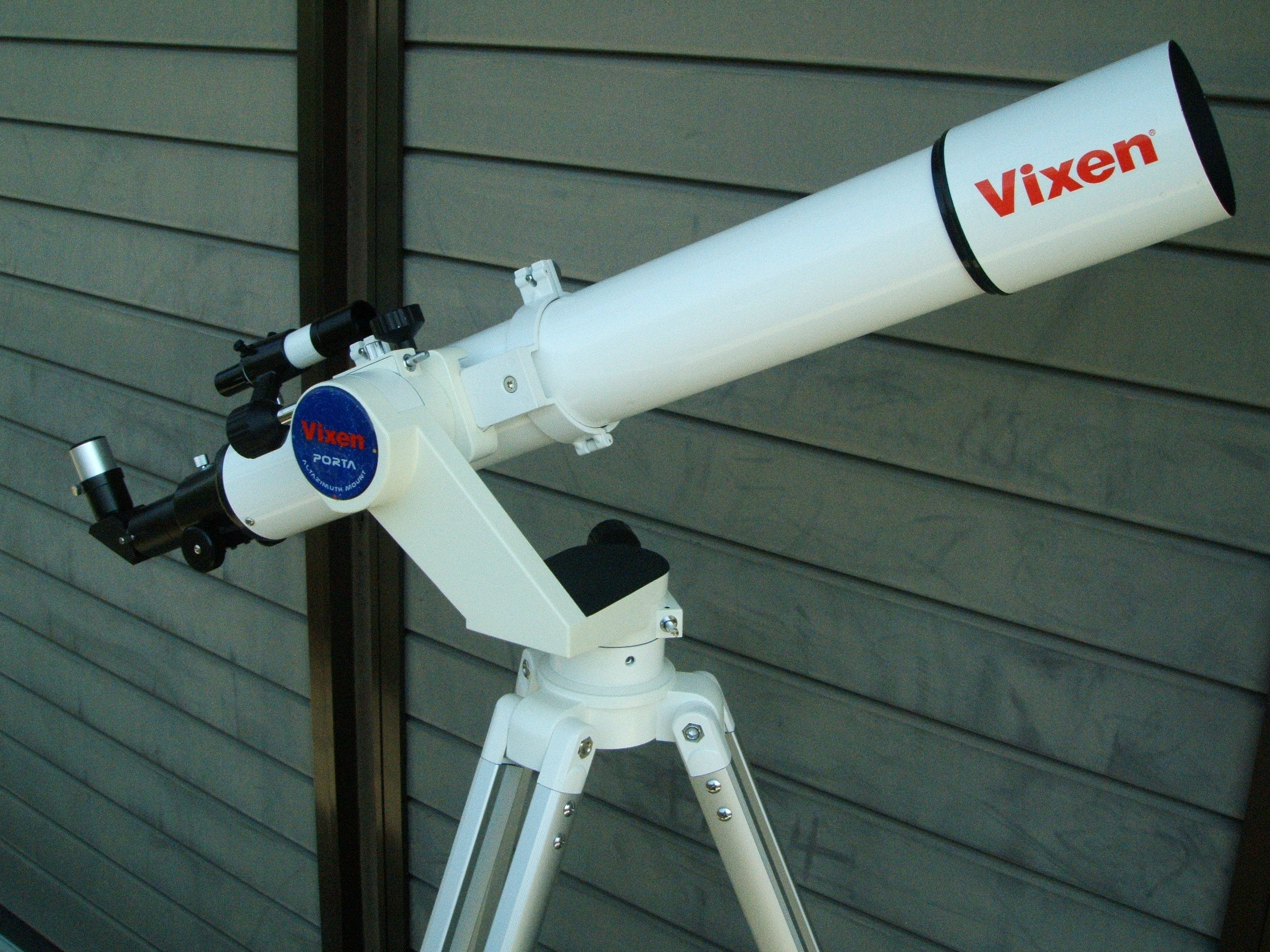
片持ちフォーク式経緯台（ポルタ架台）とケプラー式望遠鏡

経緯台式架台（Altazimuth mount ）は望遠鏡の架台の一種である。天体望遠鏡だけでなく、同類のものが大型双眼鏡やトランシットにも使われる。

## 概要
水平軸と、それに直交した垂直軸の2軸で構成された架台である。
構造が簡単で加工しやすく安価に製造でき、動作もわかりやすく、初心者向けの小口径望遠鏡に多用された。
近年建設される大型望遠鏡では、経緯台が採用されていることが多い。これは望遠鏡の重量負荷の面で有利なこと、そして計算機やGPSなどを応用した制御および補正技術の発達により、その制御が容易になったことが主な理由と考えられる。なお国立天文台ハワイ観測所すばる望遠鏡でも採用されている。

経緯台を応用したもので1980年代ごろからアマチュア天文家の間で普及したものに、ドブソニアン望遠鏡がある。